# Pic mineur
Dryobates pubescens
Espèce
Statut de conservation UICN

 LC  : Préoccupation mineure
Le Pic mineur (Dryobates pubescens) est une espèce d'oiseaux de la famille des Picidae.

## Répartition
- Zone d'habitat permanent

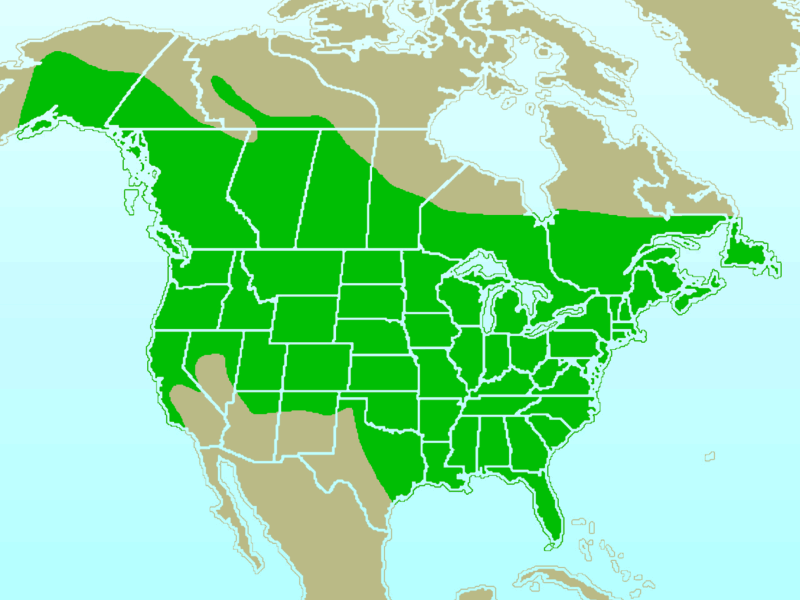
Carte de répartition de l'espèce
Zone d'habitat permanent

Cet oiseau peuple une grande partie de l'Amérique du Nord de l'Alaska à la Floride.

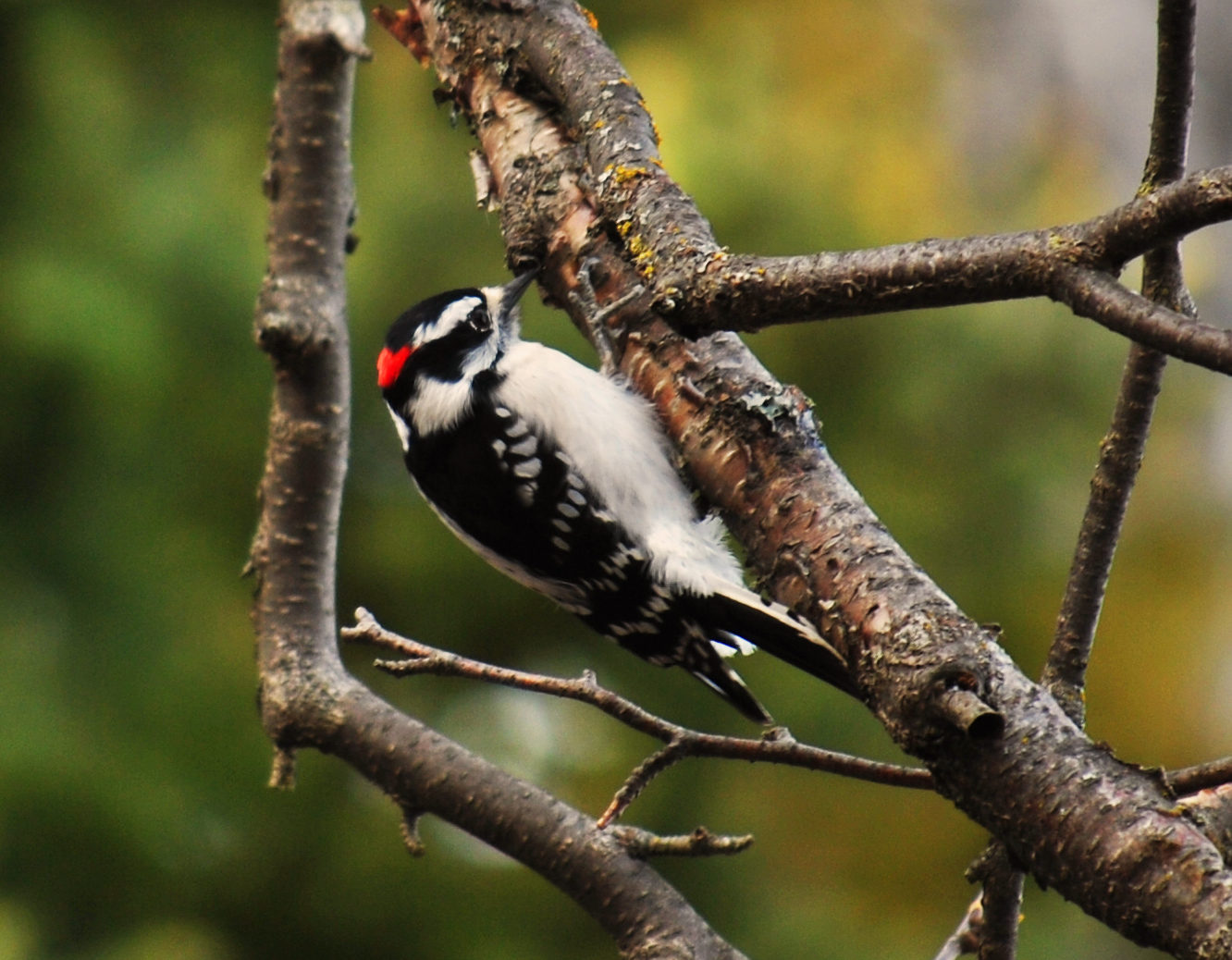
Un pic mineur au travail
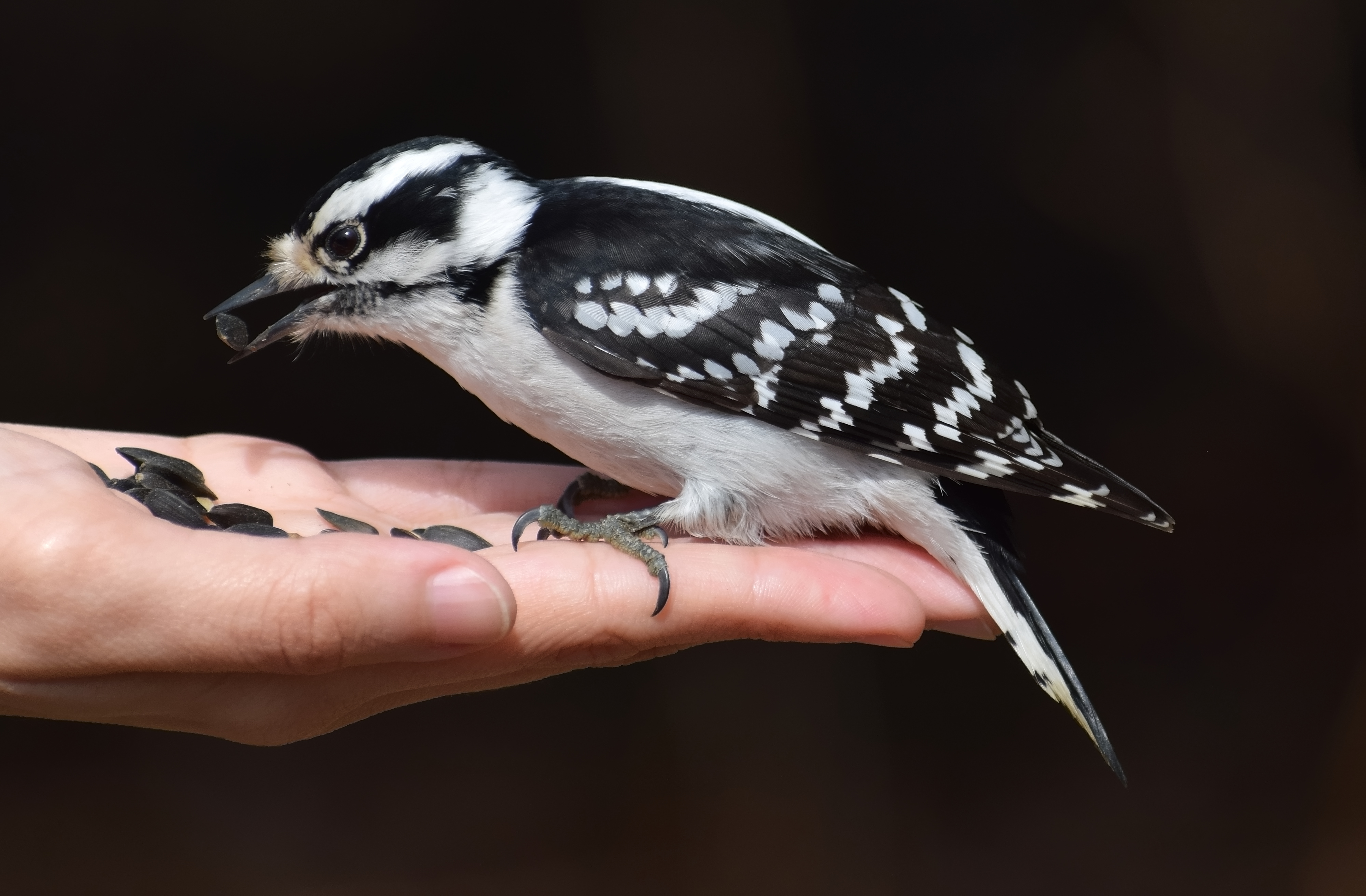
Une pic mineur femelle, mangeant des graines de tournesol.
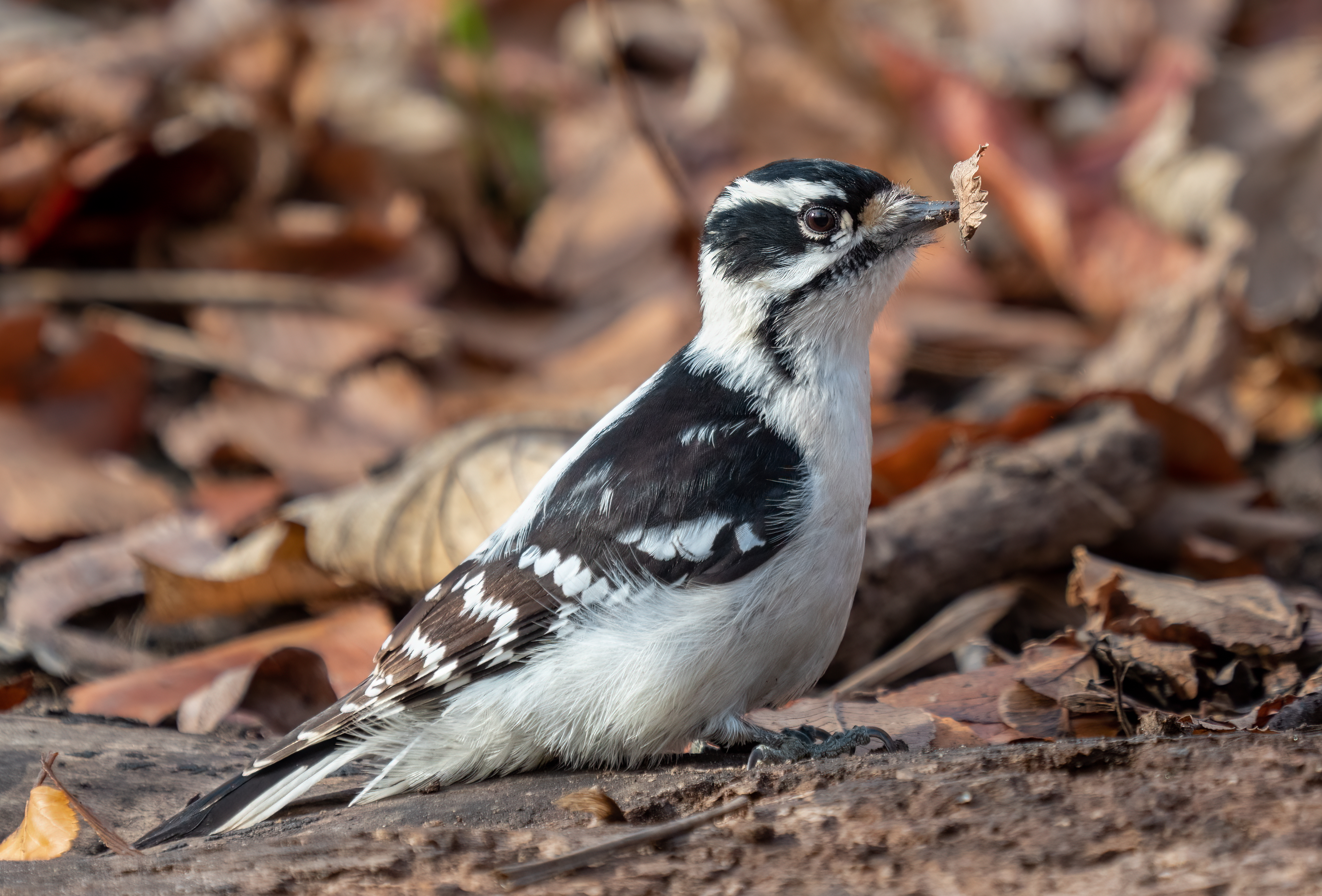
Un pic mineur femelle tenant une petite feuille dans son bec à Prospect Park, New York. Décembre 2021.
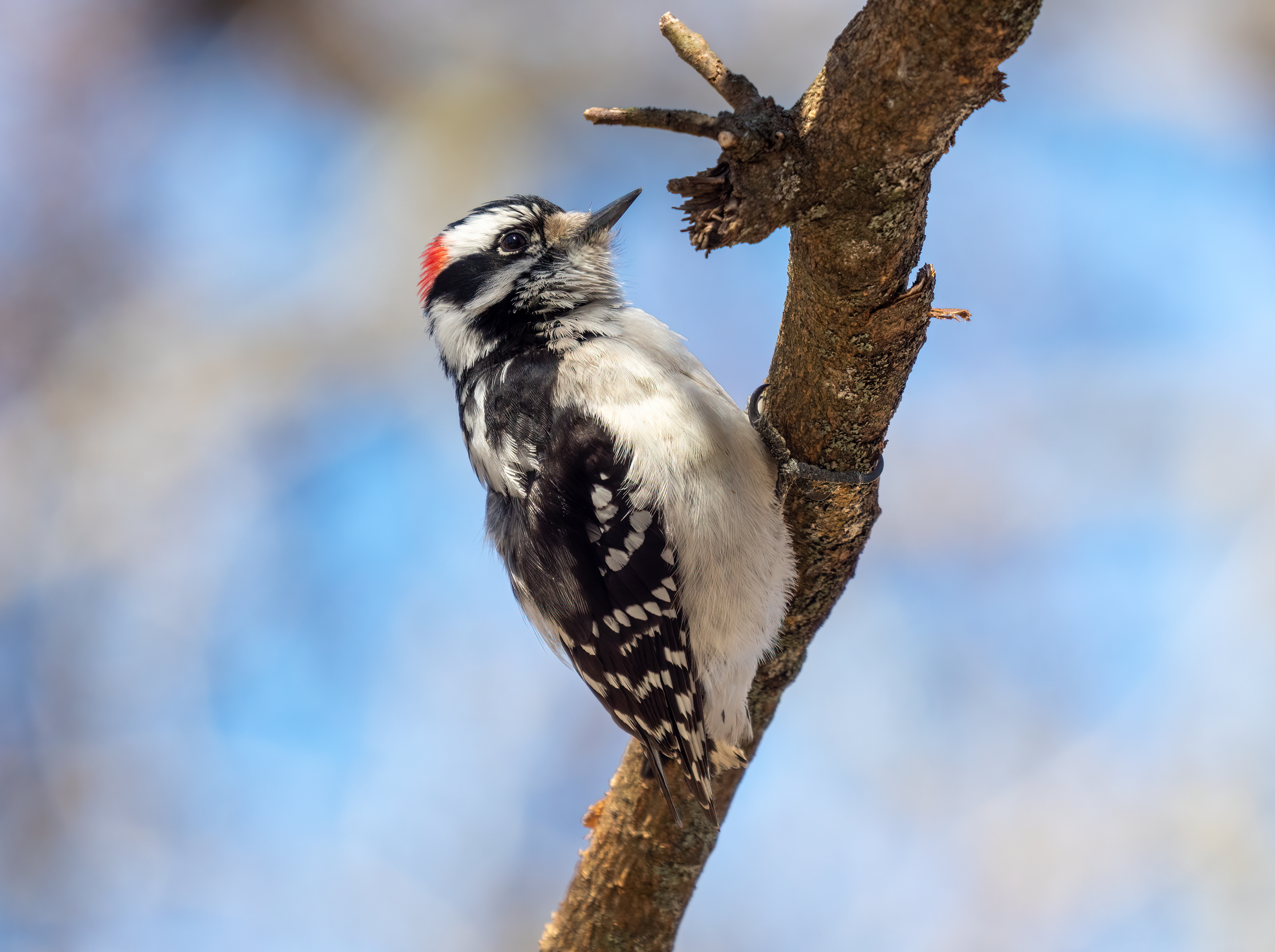
Pic mineur dans le cimetière de Green-Wood, New York. Mars 2022.